# The ManRay
The ManRay（ザ・マンレイ）は、日本のロックンロールバンド。2014年、都内にて結成。

## メンバー
- アサト タクロウ (Takuro Asato)： (Gt / Vo) Birth.1989 / From Okinawa
- コガ コウ (Kou Koga)： (Ba) Birth.1989 / From Fukuoka
- オオキ リョウスケ (Ryosuke Oki)： (Dr) Birth.1992 / From Osaka

## 来歴
- 2014年 ・都内にて結成。
- 2016年 ・初MV『Life goes on』公開（ディレクターは『螺旋銀河』の草野なつか監督）。  ・11月：「Life Goes On」を配信限定リリース。
- 2017年 ・05月：ハーレーダビッドソン主催のイベント『BLUE SKY HEAVEN』に出演。  ・05月：BLOCK PARTYコンピレーション・アナログLPに参加。  ・05月：VA / 「Block Party コンピレーション LP」リリース。  ・06月：1st.EP「You will be mine」をリリース。音楽ストリーミングサービス「Spotify」のチャート、【バイラルトップ50(日本)】にて2位(6.14日付)にチャートイン。  ・06月：下北沢THREEにてエントランスフリーのリリースパーティーを開催。  ・08月：東京・沖縄・大阪・群馬の4都市にてツアー実施。  ・10月：沖縄県宜野湾市主催フェス「TOROPA 2017」出演。  ・11月：SMASH主催イベント「blowin' in the west」出演。  ・12月：表参道WALL&WALLにて自主企画「Killer Diller」開催（ゲスト：YOUR ROMANCE / TAISHI IWAMI）。
  - 2018年　   ・1月：ジャパニーズカルチャーを紹介するフランスのテレビ番組「J-One」にてインタヴュー映像が公開。  ・3月：2nd.EP「Fly To The Moon」より先行シングル『Ride My Car』を配信限定リリース。音楽ストリーミングサービス「Spotify」のチャート、【バイラルトップ50(日本)】にて12位(3.16日付)にチャートイン。  ・4月：2nd.EP「Fly To The Moon」をリリース。  ・5月-7月：東京・名古屋・大阪・千葉・神奈川・長野・仙台の7都市10公演のツアー実施。  ・7月：東京・青山にて開催のフリーマーケットイベント「RAW TOKYO」にてライヴ出演。  ・10月：FM802主催イベント「MINAMI WHEEL 2018」出演。  ・10月：Spotify主催イベント「Spotify Early Noise Night #8」出演。  ・10月：ハーレーダビッドソン主催イベント「FREE〔ER〕WEEKEND」出演。  ・11月：SMASH主催イベント「blowin' in the west」出演。
  - 2019年  ・3月：自主企画イベント「Roll over vol.1」開催。  ・3月：2019年第1弾シングル「Sea Side Motel」配信限定リリース。  ・4月：2019年第2弾シングル「Madness」配信限定リリース。ベトナム、フィリピン、シンガポール、マレーシア、インドネシア、タイ、台湾などアジア各国の世界中のニューリリースから注目楽曲を紹介する Spotify のプレイリスト「New Music FRIDAY」にPICK UP 。  ・5月：自主企画イベント「Roll over vol.2」開催。  ・5月：2019年第3弾シングル「Lemontea」配信限定リリース。  ・6月：2019年第4弾シングル「砂の上のバカンス」配信限定リリース。  ・7月：自主企画イベント「Roll over vol.3」開催。  ・7月：2019年第5弾シングル「INU」配信限定リリース。  ・8月：2019年第6弾シングル「C'mon baby」配信限定リリース。  ・9月：1st.Album「Naked」リリース。  ・10月-12月：東京・名古屋・大阪・京都・岡山・千葉・埼玉・仙台の8都市10公演のツアー実施。

## ディスコグラフィ

### 1st.EP
2017.6.14：1st.EP「You will be mine」Release
1. Brown sugar
2. You will be mine
3. Alright Man
4. Life goes on

### 2nd.EP
2018.4.18：2nd.EP「You will be mine」Release
1. Ride My Car
2. Hallelujah
3. Blow It Blue
4. Fly To The Moon

### 1st.Album
2019.9.11：1st.Album「Naked」Release
1. Madness
2. Lemontea
3. 砂の上のバカンス
4. Sea Side Motel
5. INU
6. Rollin'Daddy
7. Naked
8. Everybody Wants
9. Curse
10. C‘mon baby

## 参加作品
2017年5月24日、VA / 「Block Party コンピレーション LP」リリース

## ミュージックビデオ
| 年   | 公開日  | 曲名                       | 制作 / 監督                          |
| ---- | ------- | -------------------------- | ------------------------------------ |
| 2016 | 5月1日  | Life Goes On - YouTube     | 草野なつか                           |
| 2017 | 6月1日  | Brown sugar - YouTube      | Tabby CAT / 鷹野大                   |
| 2017 | 6月24日 | You will be mine - YouTube | BLUE BLUE FILM production / 鈴木龍行 |
| 2018 | 4月20日 | Ride My Car - YouTube      | Tabby CAT / 鷹野大                   |
| 2019 | 9月10日 | C'mon baby - YouTube       | 草野なつか                           |